# Walter Fritzsch
Walter Fritzsch (Zwickau, 21 novembre 1920 – Dresda, 15 ottobre 1997) è stato un calciatore e allenatore di calcio tedesco orientale, dal 1990 tedesco.

## Carriera
È maggiormente famoso per la sua militanza alla guida della Dinamo Dresda, incarico che ricopre per nove anni. Con la squadra tedesca vince cinque titoli nazionali (1970-1971, 1972-1973, 1975-1976, 1976-1977 e 1977-1978), inoltre raggiunge per sei volte la finale della coppa nazionale, vincendola in due occasioni (1970-1971 e 1976-1977); in queste due stagioni ottiene anche il double.

## Palmarès

### Allenatore

#### Competizioni nazionali
- Campionato tedesco orientale: 5

Dinamo Dresda: 1970-1971, 1972-1973, 1975-1976, 1976-1977, 1977-1978
- Coppa della Germania Est: 2

Dinamo Dresda: 1970-1971, 1976-1977